# 大石正光
大石 正光（おおいし まさみつ、1945年1月28日 - ）とは、日本の政治家である。公益財団法人緑の地球防衛基金理事長である。
参議院議員（1期）、衆議院議員（5期）、参議院財政金融委員長などを歴任した。農林大臣、環境庁長官を務めた元衆議院議員の大石武一は父である。

## 経歴
宮城県仙台市生まれ。暁星高等学校、立教大学文学部史学科卒業。大学卒業後、米国ウィットワース大学（Whitworth University, ワシントン州スポケーン）政治学部に留学。帰国後、国土計画（現・プリンスホテル）勤務を経て、父、大石武一の秘書となる。1976年に武一が農林大臣に就任した際は大臣秘書官を務めた。

### 自民党の国会議員へ
1986年の第38回衆議院議員総選挙に自由民主党公認で旧宮城2区から立候補し、初当選した。父・武一が所属していた中曽根派に所属し、その後は渡辺派に所属。
1993年 、政治改革四法案の採決で造反し、自民党を離党。翌1994年、西岡武夫、鳩山邦夫、笹川堯、石破茂らと「改革の会」を結成、さらに、自民党を離党した元首相の海部俊樹を党首に自由改革連合を結成した。

### 新進党へ
1994年12月、自由改革連合は解党し新進党結党に参加した。小選挙区比例代表並立制導入後、初めて実施された1996年の第41回衆議院議員総選挙に新進党公認で宮城6区から立候補するも、自民党の菊池福治郎に僅か651票差で敗れ、党の方針により比例代表に重複立候補していなかったため議席を失った。だが、公職選挙法違反の連座制により菊池は選挙直後に議員辞職した。大石は新進党を離党し、自民党への復党を要請するも、自民党から拒絶される。

### 民主党へ
1997年、衆議院宮城6区の補欠選挙が行われ、新進党を離党し自民党から復党を断られた大石は無所属で立候補する。しかし、自民党新人の小野寺五典に再び敗北した。しかし2000年になって、小野寺が選挙戦中、有権者に線香セットを配っていた事実が判明。有権者への金品・物品の供与は公職選挙法の「寄付行為の禁止」に該当し、有罪判決を受けた小野寺は議員辞職する。そのため宮城6区では史上初の「補選の補選」が行われ、前回の補欠選挙で落選後、民主党に入党していた大石は同党公認で補選に出馬し、当選。4年ぶりに返り咲きを果たした。

### 落選、参議院議員、再び落選
2003年の第43回衆議院議員総選挙に民主党公認で宮城6区から立候補するが、公民権停止の期間が明けた小野寺五典に再び敗北し、比例復活もならず落選。2004年の第20回参議院議員通常選挙で参議院に鞍替えし、比例区から立候補して当選。非拘束名簿式比例代表制の導入後2度目のこの参院選では、特定の地域に地盤を持つ元衆議院議員が多く当選して注目されたが、大石もその1人であった。
2009年、参議院財政金融委員長に就任した。
2010年の第22回参議院議員通常選挙にも比例区から立候補するが、民主党への逆風の煽りを受け、落選。この選挙では大石と参議院予算委員長・簗瀬進の2人が、共に参議院の常任委員長の立場にありながら落選した。
2021年4月の春の叙勲で旭日重光章受章。

## その他
- 座右の銘は、「温故知新」、「臥薪嘗胆」[3]。
- 趣味は、スキューバーダイビング[3]。

## 家族
父・大石武一は、東北大学助教授（医学博士）を経て、衆議院議員、参議院議員となり、農林大臣、初代環境庁長官を務めた文人政治家。祖父大石倫治も立憲政友会、自由党、民主自由党所属の衆議院議員。

## 選挙歴
| 当落 | 選挙                     | 執行日         | 年齢 | 選挙区    | 政党       | 得票数     | 得票率 | 定数 | 得票順位 /候補者数 | 政党内比例順位 /政党当選者数 |
| ---- | ------------------------ | -------------- | ---- | --------- | ---------- | ---------- | ------ | ---- | ------------------ | ---------------------------- |
| 落   | 第35回衆議院議員総選挙   | 1979年10月07日 | 34   | 旧宮城2区 | 無所属     | 4万6785票  | 15.37% | 4    | 5/7                | /                            |
| 落   | 第36回衆議院議員総選挙   | 1980年06月22日 | 35   | 旧宮城2区 | 自由民主党 | 5万5863票  | 17.96% | 4    | 5/7                | /                            |
| 落   | 第37回衆議院議員総選挙   | 1983年12月18日 | 38   | 旧宮城2区 | 無所属     | 4万9875票  | 15.89% | 4    | 5/7                | /                            |
| 当   | 第38回衆議院議員総選挙   | 1986年07月06日 | 41   | 旧宮城2区 | 自由民主党 | 7万4674票  | 22.94% | 4    | 1/6                | /                            |
| 当   | 第39回衆議院議員総選挙   | 1990年02月18日 | 45   | 旧宮城2区 | 自由民主党 | 5万5250票  | 16.29% | 4    | 3/7                | /                            |
| 当   | 第40回衆議院議員総選挙   | 1993年07月18日 | 48   | 旧宮城2区 | 自由民主党 | 5万2579票  | 16.92% | 3    | 3/8                | /                            |
| 落   | 第41回衆議院議員総選挙   | 1996年10月20日 | 51   | 宮城6区   | 新進党     | 7万114票   | 44.55% | 1    | 2/5                | /                            |
| 落   | 第41回衆議院議員補欠選挙 | 1997年12月14日 | 52   | 宮城6区   | 無所属     | 6万6955票  | 44.79% | 1    | 2/3                | /                            |
| 当   | 第41回衆議院議員補欠選挙 | 2000年2月27日  | 55   | 宮城6区   | 民主党     | 5万4735票  | 47.50% | 1    | 1/4                | /                            |
| 当   | 第42回衆議院議員総選挙   | 2000年06月25日 | 55   | 宮城6区   | 民主党     | 5万9588票  | 37.65% | 1    | 1/5                | /                            |
| 落   | 第43回衆議院議員総選挙   | 2003年11月09日 | 58   | 宮城6区   | 民主党     | 5万8420票  | 35.80% | 1    | 2/4                | /                            |
| 当   | 第20回参議院議員通常選挙 | 2004年07月11日 | 59   | 比例区    | 民主党     | 20万9382票 |        | 48   | /                  | 7/19                         |
| 落   | 第22回参議院議員通常選挙 | 2010年07月11日 | 65   | 比例区    | 民主党     | 4万8282票  |        | 48   | /                  | 30/16                        |